# Miodrag Belodedici
Miodrag Belodedici (en serbe Miodrag Belodedić) est un footballeur roumain, d'ethnie serbe né le 20 mai 1964 à Socol, près de la frontière serbe. 

## Biographie
Il est né et a grandi sur les bords du fleuve Nera. Il signe sa première licence de footballeur à 15 ans au Minerul Moldova Nouă. Très vite repéré au poste de libéro, il signe à 18 ans au Steaua Bucarest. Son palmarès s'étoffe et remporte la Coupe d'Europe des Clubs Champions en 1986, première finale de l'épreuve reine européenne à se terminer aux tirs au but. Le 21 décembre 1988, il fuit la Roumanie et le régime de Ceausescu. Il est suspendu 10 ans par sa fédération pour haute trahison au régime de Ceaușescu, mais après la chute de ce dernier et un âpre feuilleton entre l'UEFA et les fédérations roumaine et yougoslave, sa suspension est annulée et il est autorisé à jouer avec l'Étoile Rouge de Belgrade. Durant cette période, il prend le nom de son père serbe, Belodedić. Il retrouvera par la suite l'équipe nationale roumaine, car en raison de la guerre en Yougoslavie le pays n'était pas autorisé à jouer les compétitions internationales.
Avec l'Étoile Rouge de Belgrade, il remporte à nouveau la Coupe d'Europe des Clubs Champions en 1991, contre l'OM et encore aux tirs au but.
En 1994 avec la Roumanie, il rate le sixième tir au but lors du quart de finale au Mondial 1994, qualifiant ainsi la Suède.
En 2000 avec la Roumanie, il dispute l'Euro 2000 et finit quart de finaliste.

## Carrière
- 1982-1988 : Steaua Bucarest  Roumanie
- 1989-1992 : Étoile Rouge de Belgrade  Yougoslavie
- 1992-1994 : Valence CF  Espagne
- 1994-1995 : Real Valladolid  Espagne
- 1995-1996 : Villarreal CF  Espagne
- 1996-1998 : CF Atlante  Mexique
- 1998-2001 : Steaua Bucarest  Roumanie

## Palmarès en club

### Steaua Bucarest
- Vainqueur de la Supercoupe d'Europe en 1986
- Vainqueur de la Coupe d'Europe des Clubs Champions en 1986
- Champion de Roumanie en 1985, 1986, 1987, 1988 et  2001
- Vainqueur de la Coupe de Roumanie en 1985 et 1987
- Finaliste de la Coupe Intercontinentale en 1986

### Étoile Rouge de Belgrade
- Vainqueur de la Coupe Intercontinentale en 1991
- Vainqueur de la Coupe d'Europe des Clubs Champions en 1991
- Champion de Yougoslavie en 1990, 1991 et 1992
- Vainqueur de la Coupe de Yougoslavie en 1990
- Finaliste de la Supercoupe d'Europe en 1991
- Finaliste de la Coupe de Yougoslavie en 1991 et 1992

## Parcours en sélection
- 53 sélections et 5 buts entre 1984 et 2000
- Participation à la Coupe du Monde en 1994 (quart de finaliste)
- Participation au Championnat d'Europe des Nations en 1996 (premier tour) et en 2000 (quart de finaliste)